# Генріх фон Берінґен
Генріх фон Берінґен (нім. Heinrich von Beringen; XIII—XIV століття) — канонік з міста Ауґсбурґ (Баварія), відомий своїм вільним перекладом на німецьку мову праці «De ludo scachorum» Якобуса де Цессоліса.
Припускають, що Генріх фон Берінґен виконав вільний переклад з примірника «De ludo scachorum», який походив з Франції, на верхньонімецьку мову близько 1290—1300 року. Поема складається з близько 10 тисяч рядків.
Він також написав ще щонайменше 4 поеми, жодна з яких не збереглася.
1875 року німецький дослідник Пауль Ціммерманн (нім. Paul Zimmermann) написав свою докторську працю про твір фон Берінґена, а 1883 року видав у Тюбінґені книгу «Das Schachgedicht», що містила поему фон Берінґена та коментарі Ціммерманна.